# Dennis Scott
Dennis Eugene Scott (ur. 5 września 1968 w Hagerstown) – amerykański koszykarz, skrzydłowy, analityk i komentator koszykarski stacji ESPN oraz NBA TV.
W 1987 wystąpił w meczu gwiazd amerykańskich szkół średnich - McDonald’s All-American.
W sezonie 1995/96 ustanowił rekord NBA, trafiając 267 celnych rzutów za 3 punkty w trakcie jednego sezonu. Wynik ten został poprawiony 10 lat później przez Raya Allena. Obecnie (stan na 23 lutego 2017) wynosi 402 i należy do Stephena Curry'ego.
11 kwietnia 1996 ustanowił także rekord ligi, trafiając 11 razy za 3 punkty, podczas zwycięskiego (119-104) spotkania z Atlantą Hawks. Rezultat ten został poprawiony 7 stycznia 2003 roku (12), przez Kobe Bryanta. Obecnie (stan na 23 lutego 2017) jego posiadaczem (13) jest Stephen Curry, który ustanowił go 7 listopada 2016 roku (13).
Po zakończeniu kariery prowadził własny program w telewizji kablowej w Orlando – The Dennis Scott Show, a w weekendy – The Highlight Zone. Gościnnie pojawił się także w kilku sitkomach na kanale Nickelodeon, takich jak: „My Brother and Me”, „Clarissa Explains it All”, „Gullah, Gullah Island”.
W maju 2005 roku objął stanowisko generalnego menedżera klubu ABA – Atlanta Vision.

## Osiągnięcia
Na podstawie, o ile nie zaznaczono inaczej.
NCAA
- Uczestnik:
  - NCAA Final Four (1990)
  - turnieju NCAA (1988–1990)
- Mistrz turnieju konferencji Atlantic Coast (ACC – 1990)
- Uczelniany Zawodnik Roku Sporting News (1990)[6]
- Zawodnik roku konferencji ACC (1990)[7]
- Najlepszy pierwszoroczny zawodnik ACC (1988)[8]
- Zaliczony do:
  - I składu:
    - ACC (1990)
    - turnieju ACC (1990)
    - NCAA Final Four (1990 – przez AP)[9]

  - II składu All-American (1990)

NBA
- Finalista NBA (1995)[10]
- Zaliczony do składu I składu debiutantów NBA (1991)[11]
- Zawodnik tygodnia (10.03.1991, 21.04.1996)
- Debiutant miesiąca (marzec 1991)
- Uczestnik konkursu rzutów za trzy punkty organizowanego przy okazji NBA All-Star Weekend (1991, 1996)[12]
- Lider play-off w liczbie celnych rzutów za 3 punkty (1995)[13]